# Peónia
Peónia je stará jednotka plošného obsahu, jež byla užívána v zemích Latinské Ameriky. 
Její přesná hodnota ale není známa, předpokládá se, že se jednalo o takovou výměru zemědělského pozemku, která stačila při jejím řádném zemědělském obdělávání právě pro jednoho prostého rolníka (jednoho peóna), popřípadě právě pro jednu rodinu.

## Podobné jednotky
- balleria

## Použitý zdroj
- Malý slovník jednotek měření, vydalo nakladatelství Mladá fronta v roce 1982, katalogové číslo 23-065-82